# Liste der Monuments historiques in Itterswiller
Die Liste der Monuments historiques in Itterswiller führt die Monuments historiques in der französischen Gemeinde Itterswiller auf.

## Liste der Bauwerke
| Bezeichnung    | Beschreibung                                                                                           | Standort            | Kennzeichnung | Schutzstatus | Datum | Bild           |
| -------------- | --- | ------------------- | ------------- | ------------ | ----- | -------------- |
| Kirche St-Rémi | Chorturm aus der zweiten Hälfte des 12. Jahrhunderts mit Fresken des 14. Jahrhunderts, Schiff von 1777 | Route du Vin (Lage) | PA00084756    | Inscrit      | 1988  | weitere Bilder |